# 1932年のメジャーリーグベースボール
以下は、メジャーリーグベースボール（MLB）における1932年のできごとを記す。
1932年4月11日に開幕し10月2日に全日程を終え、ナショナルリーグはシカゴ・カブスが3年ぶり13度目のリーグ優勝を、アメリカンリーグはニューヨーク・ヤンキースが4年ぶり7度目のリーグ優勝を果たした。ワールドシリーズはニューヨーク・ヤンキースがシカゴ・カブスを4勝0敗で破り4年ぶり4度目のシリーズ制覇となった。
1931年のメジャーリーグベースボール - 1932年のメジャーリーグベースボール - 1933年のメジャーリーグベースボール

## できごと
アメリカンリーグは、1928年以来優勝から遠ざかっていたニューヨーク・ヤンキースが107勝を上げて、監督就任2年目のジョー・マッカーシーのもとでは初の優勝となった。2年前に元投手のボブ・ショーキーをミラー・ハギンス監督の後任にすえたが、3位に終わって解任したオーナーのジェイコブ・ルパートとGMのエド・バローは1929年にシカゴ・カブスをリーグ優勝させ、翌年にオーナーのリグレーに解任されたジョー・マッカーシーを招いて、1931年は2位だったがようやく宿願を達成した。2位のアスレチックスとの差は13ゲーム差で前年は13.5ゲーム差でアスレチックスの優勝だったが、この年はヤンキースがほぼ同じゲーム差でひっくり返した。打線はベーブ・ルースとルー・ゲーリッグが健在で、ルースは打率.341・本塁打41本・打点137、ゲーリッグは打率.349・本塁打34本・打点151で、申し分ない成績だったが、ジミー・フォックス (アスレチックス)に本塁打58本・打点169でタイトルを取られ(リーグMVPも獲得)、デール・アレクサンダー(タイガースからレッドソックス）の打率.367に及ばず、無冠に終わった。しかし投手陣は世代交代が進み、前年レッドソックスから獲得したレッド・ラフィング(この年に最多奪三振を記録した)やマイナーから昇格したレフティ・ゴメス(レフティ・ゴーメッツとも呼ばれる)が前年から頭角を現し、ビル・ディッキー捕手とともにバッテリーが強化されたことが、4年ぶりのリーグ優勝につながった。
ナショナルリーグは、カージナルスが7位に転落してシカゴ・カブスが90勝を上げて優勝したが、この年の8月2日の試合終了後にカブスの監督（選手兼任）のロジャース・ホーンスビーが突然行方不明となり、やむを得ずグリム一塁手が指揮を取って、シーズンを終えた。それでもカブスが優勝した。原因は球団オーナーのビル・ペッグと選手の使い方についての考え方の違いから衝突して姿をくらましたのだが、彼は監督を解任されて、翌年古巣のセントルイス・カージナルスに選手として戻った。
こうしてワールドシリーズはヤンキース対カブスとなり、ジョー・マッカーシー監督は3年前カブスの監督としてリーグ優勝したので古巣との因縁の戦いとなったが、結果は4勝0敗でヤンキースが圧勝した。このシリーズはルー・ゲーリッグが大活躍し打率.529・打点9・本塁打3本でストレート勝ちに貢献し、また第3戦でベーブ・ルースが右中間を指でさして後に予告本塁打として有名になった場面があった。
- アメリカンリーグの本塁打王となったジミー・フォックス はこの年に58本打ったが、この58本は右打者としては最高の本塁打数として長く記録として残り、カージナルスのマーク・マグワイア(70本)とサミー・ソーサ(65本)が熾烈な本塁打争いをした1998年にこの2人が66年ぶりに右打者の最多本塁打数を更新した。なおフォックスは1929年から1940年まで12年連続30本以上の本塁打を打ち、本塁打王を4回獲得して通算534本で1930年代を代表するホームランバッターである。またアスレチックスはジミー・フォックス が3番でアル・シモンズが4番を打ち、シモンズは、1929年に打点王、1930年・1931年は2年連続首位打者を獲得しており、この年は最多安打を記録していた。この強力打線の3・4番コンビだったが、コニー・マック監督はシーズン終了後に資金難からシモンズをホワイトソックスに放出し、3年後にはフォックスも放出するなど荒療治をした結果アスレチックスの凋落を招いた。
- ナショナルリーグではジャイアンツのメル・オットが38本で初の本塁打王となったが以降1942年まで本塁打王を6回獲得し通算511本打って、これも1930年代を代表するホームランバッターとなった。左打者の彼の打法は打つ前に右足を高く上げる一本足打法である。そして同じ38本で本塁打王を分け合ったのはフィリーズのチャック・クラインで、前年に続き3度目の本塁打王になると共に、この年盗塁20でナショナルリーグの盗塁王も獲得し、リーグMVPにもなった。この本塁打王と盗塁王を同時に獲得したのは、この年のチャック・クライン、1903年のブルックリン・スーパーバス(後のドジャーズ)のジミー・シェッカードの本塁打9本・盗塁67、1909年のデトロイト・タイガースのタイ・カッブの本塁打9本・盗塁76の3人だけで、それ以後メジャーリーグでは出てきていない。チャック・クラインはこの年に打率348・打点137で最多安打226を打ち、デビュー2年目の1929年から活躍し、この翌年の1933年までの5年間が彼の絶頂期であった。
- セントルイス・カージナルスに入団して、2年後のこの年にデビューしたディジー・ディーンはいきなり18勝15敗でナショナルリーグ最多奪三振191を記録し大活躍した。そして翌年20勝、その翌年は30勝を上げて、「ガスハウスギャング」と呼ばれた1930年代のカージナルスのエースとして君臨した。

### ジョン・マグロー
この年、シーズン前半にニューヨーク・ジャイアンツのジョン・マグロー監督が病気のため引退した。ジャイアンツの監督を30年間務め、その間リーグ優勝10回、2位が11回、ワールドシリーズ制覇3回。通算勝利2763勝はコニー・マックに次いで史上2位である。そのコニー・マックは「本物の監督と呼べるのはジョン・マグローだけしかいない」と最大の賛辞を送った。身長170センチで小柄でありリトルナポレオンと呼ばれた。勝つためなら手段を選ばず、相手側の走塁や守備を妨害したり、フェアープレーよりも常に勝利を優先し、退場回数は131回に及んだ。選手時代も荒っぽいエピソードが多いが、グラウンドを固くしてバウンドを大きくすることで安打を増やしたり、ウイリー・キーラーとの1・2番コンビでヒットエンドランを連発したり、勝つために何をやるかを常に考えていた。
バン・ジョンソンがアメリカンリーグ創設に動いたときに、コニー・マックに対抗する目玉としてジョン・マグローを新球団ボルチモア・オリオールズ(後のニューヨーク・ヤンキース）のオーナー兼監督兼三塁手として迎え入れたが、2人は最初からうまくいかず、ジョンソンの強引なニューヨーク移転に反発して1902年のシーズン途中でオリオールズを飛び出し、ジョンソンの機先を制すように同じニューヨークを本拠地とするナショナルリーグのジャイアンツに選手兼任監督で迎えられた。選手としては通算打率.334でタイトルには縁がなかったが、2年連続で最多四球と最多得点を記録し最高出塁率も3度達成して、特に1897年の最高出塁率.547はリーグ記録としてその後なかなか破られず、100年以上過ぎた2002年にバリー・ボンズによって塗り替えられるまで長期に渡ってナショナルリーグ記録であった。粗暴でもあるが非常に頭が切れて、しかも情に厚い面もあった。リーグ優勝を逃した超ボーンヘッドのフレッド・マークル（1908年）をかばい、シリーズで勝利寸前に優勝を逃した落球のフレッド・スノッドグラス（1912年）も彼は大事にした。そして監督引退にあたって後継者を子飼いのリンドストロムではなく、確執のあったビル・テリーを指名したのは私情を挟まず冷静に判断する彼ならではであった。

## 最終成績

### レギュラーシーズン
| 順 | チーム                           | 勝利 | 敗戦 | 勝率 | G差  |
| -- | -------------------------------- | ---- | ---- | ---- | ---- |
| 1  | ニューヨーク・ヤンキース         | 107  | 47   | .695 | --   |
| 2  | フィラデルフィア・アスレチックス | 94   | 60   | .610 | 13.0 |
| 3  | ワシントン・セネタース           | 93   | 61   | .604 | 14.0 |
| 4  | クリーブランド・インディアンス   | 87   | 65   | .572 | 19.0 |
| 5  | デトロイト・タイガース           | 76   | 75   | .503 | 29.5 |
| 6  | セントルイス・ブラウンズ         | 63   | 91   | .409 | 44.0 |
| 7  | シカゴ・ホワイトソックス         | 49   | 102  | .325 | 56.5 |
| 8  | ボストン・レッドソックス         | 43   | 111  | .279 | 64.0 |

| 順 | チーム                       | 勝利 | 敗戦 | 勝率 | G差  |
| -- | ---------------------------- | ---- | ---- | ---- | ---- |
| 1  | シカゴ・カブス               | 90   | 64   | .584 | --   |
| 2  | ピッツバーグ・パイレーツ     | 86   | 68   | .558 | 4.0  |
| 3  | ブルックリン・ドジャース     | 81   | 73   | .526 | 9.0  |
| 4  | フィラデルフィア・フィリーズ | 78   | 76   | .506 | 12.0 |
| 5  | ボストン・ブレーブス         | 77   | 77   | .500 | 13.0 |
| 6  | ニューヨーク・ジャイアンツ   | 72   | 82   | .468 | 18.0 |
| 7  | セントルイス・カージナルス   | 72   | 82   | .468 | 18.0 |
| 8  | シンシナティ・レッズ         | 60   | 94   | .390 | 30.0 |

### ワールドシリーズ
- ヤンキース 4 - 0 カブス

| 9/28 – | カブス     | 6  | - | 12 |  | ヤンキース |
| 9/29 – | カブス     | 2  | - | 5  |  | ヤンキース |
| 10/1 – | ヤンキース | 7  | - | 5  |  | カブス     |
| 10/2 – | ヤンキース | 13 | - | 6  |  | カブス     |

## 個人タイトル

### アメリカンリーグ
| 項目   | 選手                             | 記録 |
| ------ | -------------------------------- | ---- |
| 打率   | デール・アレクサンダー (DET/BOS) | .367 |
| 本塁打 | ジミー・フォックス (PHA)         | 58   |
| 打点   | ジミー・フォックス (PHA)         | 169  |
| 得点   | ジミー・フォックス (PHA)         | 151  |
| 安打   | アル・シモンズ (PHA)             | 216  |
| 盗塁   | ベン・チャップマン (NYY)         | 38   |

| 項目   | 選手                         | 記録 |
| ------ | ---------------------------- | ---- |
| 勝利   | アルビン・クロウダー (WS1)   | 26   |
| 敗戦   | バンプ・ハドリー (CWS/SLA)   | 21   |
| 防御率 | レフティ・グローブ (PHA)     | 2.84 |
| 奪三振 | レッド・ラフィング (NYY)     | 190  |
| 投球回 | アルビン・クロウダー (WS1)   | 327  |
| セーブ | フィルッポ・マーベリー (WS1) | 13   |

### ナショナルリーグ
| 項目   | 選手                     | 記録 |
| ------ | ------------------------ | ---- |
| 打率   | レフティ・オドール (BRO) | .368 |
| 本塁打 | チャック・クライン (PHI) | 38   |
| 本塁打 | メル・オット (NYG)       | 38   |
| 打点   | ドン・ハースト (PHI)     | 143  |
| 得点   | チャック・クライン (PHI) | 152  |
| 安打   | チャック・クライン (PHI) | 226  |
| 盗塁   | チャック・クライン (PHI) | 20   |

| 項目   | 選手                     | 記録 |
| ------ | ------------------------ | ---- |
| 勝利   | ロン・ワーネギー (CHC)   | 22   |
| 敗戦   | オウニー・キャロル (CIN) | 19   |
| 防御率 | ロン・ワーネギー (CHC)   | 2.37 |
| 奪三振 | ディジー・ディーン (STL) | 191  |
| 投球回 | ディジー・ディーン (STL) | 286  |
| セーブ | ジャック・クイン (BRO)   | 8    |

## 表彰
シーズンMVP
- アメリカンリーグ ： ジミー・フォックス （PHA）
- ナショナルリーグ ： チャック・クライン （PHI）